# Live at Winterland 1978
Live at Winterland 1978 es un disco en vivo de Sex Pistols, publicado en su totalidad en 1997.
Las últimas dos canciones ya habían sido lanzadas en 1980 por Island Records en la compilación Troublemakers.
Se trata del último concierto de la banda (antes de la reunión en 1996), grabado en San Francisco (California) en el Winterland Ballroom. Después de lo que parece como el cierre con Anarchy in the UK, Johnny Rotten regresa al escenario con sus compañeros de banda para tocar "No Fun", dijo: "Tocaremos una sola canción porque soy un bastardo perezoso. Esto es 'No Fun'. "
Al final de "No Fun", Rotten dice una de sus citas más famosas, con el fin de la banda sobre él, "Ahaha, alguna vez han tenida la sensación de haber sido engañados? ¡Buenas noches!"
The Avengers, una de las bandas que abrieron para los Sex Pistols en el show, también lanzó su actuación de la noche en un álbum del mismo nombre.

## Lista de canciones
1. "God Save the Queen"
2. "I Wanna Be Me"
3. "Seventeen"
4. "New York"
5. "E.M.I."
6. "Belsen Was a Gas"
7. "Bodies"
8. "Holidays in the Sun"
9. "Liar"
10. "No Feelings"
11. "Problems"
12. "Pretty Vacant"
13. "Anarchy in the U.K."
14. "No Fun"

## Personal
- Johnny Rotten - voz
- Steve Jones - guitarra, coros
- Sid Vicious - bajo, coros
- Paul Cook - batería

- Datos: Q922606